# The Laws of Scourge
The Laws of Scourge — второй студийный альбом бразильской блэк/дэт/трэш-метал-группы Sarcófago, вышедший в 1991 году на лейбле Music for Nations. Альбом ознаменовал собой изменение музыкального стиля: группа стала играть агрессивный, тяжелый, но очень техничный дэт-метал под влиянием трэша — в отличие от lo-fi блэк/дэт-метала, присутствовавшего на I.N.R.I. Это также была последняя полноформатная запись с участием барабанщика, так как, начиная с Hate, группа будет использовать драм-машину.

## Об альбоме
После почти двухлетнего перерыва, в 1991 году группа, снова став квартетом, выпустила  альбом The Laws of Scourge. В новый состав вошли гитарист Фабио Джаско и барабанщик Лусио Оливер. Прозвища Антихрист и Инкубус на обложке были заменены на фамилии Ламунье и Минелли. The Laws of Scourge стал одним из первых альбомов в стиле техничного дэт-метала в истории. Вся ярость и агрессивность, характерные для группы, проявились на этом альбоме очень хорошо отполированными и с впечатляющим техническим прогрессом.
Содержание текстов альбома сместилось от сатанизма к более реалистичной тематике: «Midnight Queen» повествует о проститутке, «Screeches from the Silence» — о беззаботной жизни. 

## Список композиций
| №  | Название                     | Длительность |
| -- | ---------------------------- | ------------ |
| 1. | «The Laws of Scourge»        | 3:29         |
| 2. | «Piercings»                  | 5:00         |
| 3. | «Midnight Queen»             | 6:19         |
| 4. | «Screeches from the Silence» | 3:51         |
| 5. | «Prelude to a Suicide»       | 3:56         |
| 6. | «The Black Vomit»            | 2:26         |
| 7. | «Secrets of a Widow»         | 6:43         |

| №  | Название               | Длительность |
| -- | ---------------------- | ------------ |
| 8. | «Little Julie»         | 4:41         |
| 9. | «Crush, Kill, Destroy» | 5:30         |

## Участники записи

### Sarcófago
- Вагнер «Antichrist» Ламуньер — вокал, ритм-гитара
- Фабио Джаско — соло-гитара
- Джеральдо «Incubus» Минелли — бэк-вокал, акустическая гитара, бас-гитара
- Лусио Оливер — ударные

### Приглашенные музыканты
- Eugênio «Dead Zone» — клавишные
- Claudio David — бэк-вокал (в «Midnight Queen», «Screeches From The Silence» и «Crush, Kill, Destroy»)